# Valtatie 1
La Valtatie 1 (in svedese Riksväg 1) è una strada statale finlandese. Ha inizio nella capitale Helsinki e si dirige verso nord-ovest, dal Golfo di Finlandia al Golfo di Botnia, in quanto si conclude dopo 165 km nei pressi di Turku.

## Percorso

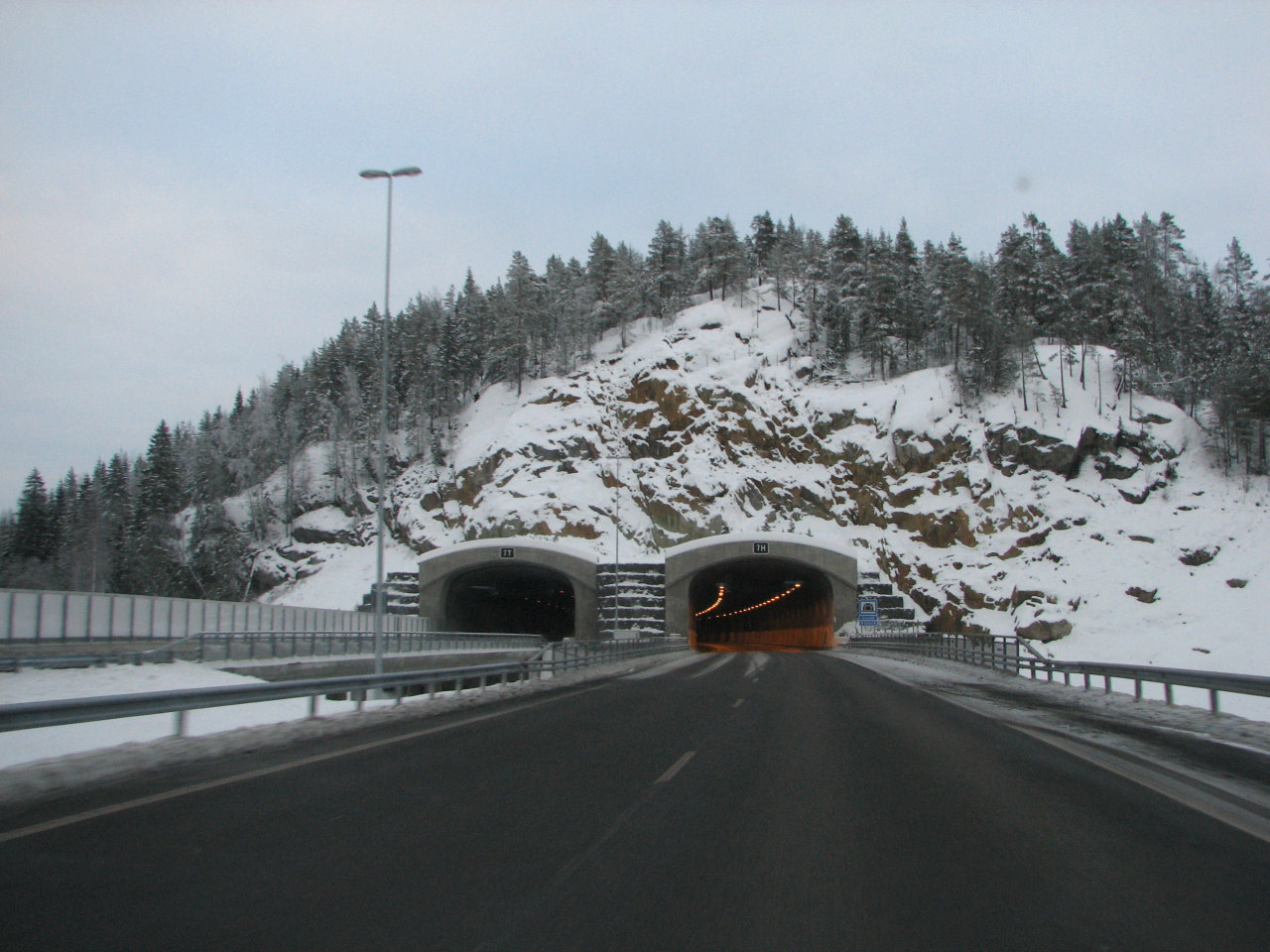
Il tunnel Orosmäki nei pressi di Lohja

La Valtatie 1 tocca i comuni di Espoo, Kauniainen, nuovamente Espoo, Kirkkonummi, Vihti, Lohja, Nummi-Pusula, nuovamente Lohja, Salo, Paimio e Kaarina.

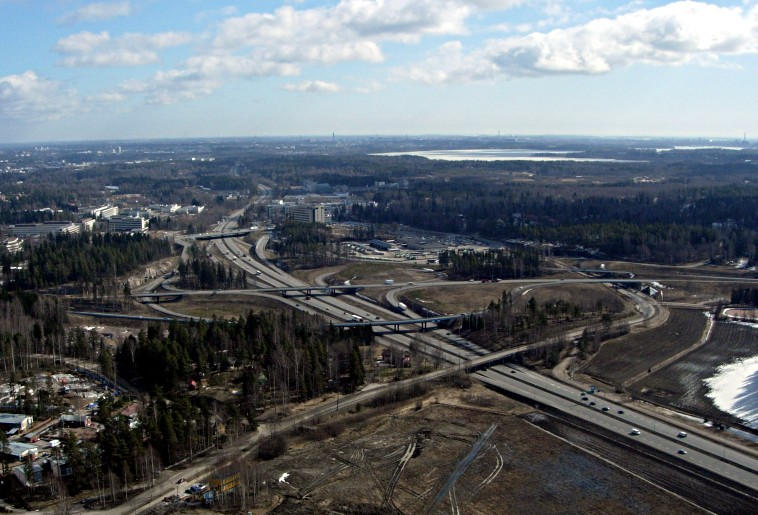
La Valtatie 1 nei pressi di Espoo